# چینو دارین
ریکاردو ماریو دارین (اسپانیایی: Ricardo Mario Darín‎؛ زادهٔ ۱۴ ژانویهٔ ۱۹۸۹) که به‌صورت حرفه‌ای با نام چینو دارین شناخته می‌شود که فرزند ریکاردو دارین و بازیگر اهل آرژانتین است. وی از سال ۲۰۱۰ میلادی تاکنون مشغول فعالیت بوده‌است. 
از فیلم‌ها یا برنامه‌های تلویزیونی که وی در آن نقش داشته‌است، می‌توان به سفارت، داستان‌های ناگفتنی، فرشته، شبی دوازده‌ساله، ملکه اسپانیا، بازندگان قهرمان و سراب اشاره کرد.